# Унабомбера в президенты

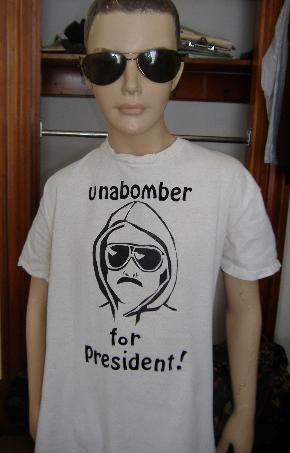
Футболка в поддержку кампании «Unabomber for President» — «Унабомбера в президенты»

Унабомбера в президенты (англ. Unabomber for President) — политическая кампания с целью избрания Унабомбера на президентских выборах США 1996 года. Лозунг кампании был «в случае избрания он не будет служить» (англ. «if elected, he will not serve»).
Кампания была начата в Бостоне в сентябре 1995 года Лидией Эклс — бостонской художницей, которая давно была озабочена «тоталитарными тенденциями в технологии», и антинаталистом Крисом Корда. Была принята открытая форма комитета политических действий — Комитет Политических Действий Унабомбер (англ. Unabomber Political Action Committee (UNAPACK)). Комитет поддерживали многие анархисты, хардкор-панки, контр-культуралисты 1960-х, эко-социалисты, пацифисты и примитивисты. Сторонниками также были децентрализованный коллектив анархистов CrimethInc и Церковь Эвтаназии.